# 小行星9746
小行星9746（英語：9746 Kazukoichikawa）是一颗围绕太阳公转的小行星。1988年11月7日，串田嘉男、M. Inoue在八之岳发现了此天体。
这颗小行星的绝对星等为246.1420451792027等。